# Кожеед Смирнова
Кожеед Смирнова (лат. Attagenus smirnovi) — вид жуков из семейства кожеедов.

## Этимология
Назван в честь Евгения Сергеевича Смирнова, который в 1961 году в Москве собрал первые экземпляры. Позднее в 1973 году по ним Рустем Давлетович Жантиев описал этот вид. В англоязычных странах известен как водочный жук (англ. Vodka beetle), так как видовой эпитет ассоциируется с названием марки водки Smirnoff.

## Описание
Жуки овальной формы длиной 2-4 мм. Окраска тела двуцветная. Голова и переднеспинка тёмно-коричневые или чёрные, а надкрылья — светло-коричневые. Усики 11-члениковые. Вершинный членик усиков у самцов в 4 раза длиннее двух предшествующих.

## Биология
В природных условиях в Африке вид развивается в гнёздах птиц и летучих мышей. За пределами естественного ареала встречается в отапливаемых помещениях: квартирах, продуктовых складах, зернохранилищах, музеях. Повреждает изделия из меха, кожи, войлока, шелковые и шерстяные ткани, столярный клей, книги. Вид является опасным вредителем музейных коллекций.
Кормом личинкам служат сухие вещества животного происхождения, содержащие кератин и хитин. В течение года развивается обычно два поколения. Продолжительность жизни имаго около 20 дней. Самки откладывают от 30 до 70 яиц, личинки появляются через 10-14 дней. Развития на стадии личинки в зависимости от условий продолжается от 4 до 12 месяцев. Имаго появляется через 8-13 дней после окукливания. Жуки не питаются.
Для борьбы с этим вредителем используют промораживание и фумигацию. Полная гибель личинок отмечается при экспозиции в течение суток при температуре −14,4 °C.

## Распространение
Родиной этого вида является Африка. В 1960—1980-х годах широко распространился по всей Европе. Отмечен во многих странах Африки и Азии. В Северной Америке известен из Канады.